# Сосна эльдарская
Сосна эльдарская (лат. Pinus eldarica; азерб. Eldar şamı) — вид сосны, являющийся ксеротермическим и эндемичным реликтом третичного периода, сохранившийся в естественном виде только на хребте Эльдар-Оюгу в Азербайджане. Была занесена в Красную книгу СССР.

## История открытия и охраны
Впервые сосна была описана в 1880 году ботаником Я. С. Медведевым на основе образцов, собранных лесничим Л. Ф. Млокосевичем в Эльдарской степи. Тогда Медведев назвал её «сосна морская». Впоследствии, в результате более детального изучения растения, Медведев пришёл к выводу, что это самостоятельный вид. В 1902 году вид получил нынешнее свое название по месту произрастания.
Я. С. Медведев опасался уязвимости вида. Он писал:
Примыкая к обширной безлесной Ширакской степи, переполняющейся зимою и раннею весною стадами овец, насаждения эльдарской сосны год от года редеют под топорами пастухов, употребляющих это дерево преимущественно на лучины. Будет, конечно, большою потерею для науки окончательное исчезновение этого редкого вида.
В 1910 году по инициативе ученого-ботаника Д. И. Сосновского территория произрастания эльдарской сосны была объявлена заказником с необходимым режимом охраны и содержания деревьев. Однако с 1941 года по 1959 год количество деревьев сократилось с 2500 до 700, что было связано с рубкой, пожарами, выпасом скота, массовой заготовкой шишек, эрозией почвенного покрова и изменениями климата. Впоследствии же роща вновь была объявлена заповедной зоной, а сама разновидность сосны занесена в Красную книгу СССР.
В 2004 году около 2000 га участка произрастания эльдарской сосны были отделены от Гёйгёльского заповедника и был создан заповедник «Эльдарская сосна».

## Практическое использование
Хвоя сосны содержит витамин C и каротин. Древесина является хорошим строительным материалом.

## Синонимы
- Pinus brutia subsp. eldarica (Medw.) Nahal (1962)
- Pinus eldarica Medw. (1903)basionym
- Pinus halepensis var. eldarica (Medw.) Fitschen (1930)

## Документалистика
- Документальный фильм. Проект «9 чудес Азербайджана» общественного объединения IDEA (International Dialogue for Environmental Action). Руководитель: Лейла Алиева. Координатор: Хикмет Нагдалиев. Режиссер: Игорь Бышнев. Азербайджан, 2015 г (28 октября 2017). Göygöl Milli Parkı / Goygol National Park / Гейгёльский национальный парк. Россия-Культура. {{cite episode}}: |series= пропущен или пуст (справка); Внешняя ссылка в |credits= (справка)[5][6]